# Marcipa flavilinea
Marcipa flavilinea là một loài bướm đêm trong họ Erebidae.